# Néoules
Néoules är en kommun i departementet Var i regionen Provence-Alpes-Côte d'Azur i sydöstra Frankrike. Kommunen ligger i kantonen La Roquebrussanne som tillhör arrondissementet Brignoles. År 2022 hade Néoules 2 956 invånare.

## Befolkningsutveckling
Antalet invånare i kommunen Néoules
| Referens: INSEE |